# Tacotalpa
Tacotalpa là một đô thị thuộc bang Tabasco, México. Năm 2005, dân số của đô thị này là 42833 người.